# Saint-Jean-de-Braye
Saint-Jean-de-Braye és un municipi francès, situat al departament del Loiret i a la regió de Centre – Vall del Loira. L'any 2007 tenia 18.626 habitants.

## Demografia

### Població
El 2007 la població de fet de Saint-Jean-de-Braye era de 18.626 persones. Hi havia 7.897 famílies, de les quals 2.642 eren unipersonals (1.062 homes vivint sols i 1.580 dones vivint soles), 2.263 parelles sense fills, 2.251 parelles amb fills i 741 famílies monoparentals amb fills.
La població ha evolucionat segons el següent gràfic:
Habitants censats

### Habitatges
El 2007 hi havia 8.607 habitatges, 8.021 eren l'habitatge principal de la família, 74 eren segones residències i 512 estaven desocupats. 4.194 eren cases i 4.392 eren apartaments. Dels 8.021 habitatges principals, 4.468 estaven ocupats pels seus propietaris, 3.413 estaven llogats i ocupats pels llogaters i 140 estaven cedits a títol gratuït; 333 tenien una cambra, 1.113 en tenien dues, 1.821 en tenien tres, 2.120 en tenien quatre i 2.634 en tenien cinc o més. 6.428 habitatges disposaven pel capbaix d'una plaça de pàrquing. A 4.120 habitatges hi havia un automòbil i a 3.113 n'hi havia dos o més.

### Piràmide de població
La piràmide de població per edats i sexe el 2009 era:
| Homes | Edats   | Dones |
| ----- | ------- | ----- |
| 4     | 95 o +  | 8     |
| 12    | 90 a 94 | 48    |
| 48    | 85 a 89 | 116   |
| 68    | 80 a 84 | 80    |
| 160   | 75 a 79 | 276   |
| 244   | 70 a 74 | 288   |
| 296   | 65 a 69 | 288   |
| 368   | 60 a 64 | 424   |
| 328   | 55 a 59 | 408   |
| 636   | 50 a 54 | 608   |
| 636   | 45 a 49 | 716   |
| 560   | 40 a 44 | 784   |
| 716   | 35 a 39 | 692   |
| 784   | 30 a 34 | 820   |
| 636   | 25 a 29 | 824   |
| 544   | 20 a 24 | 576   |
| 648   | 15 a 19 | 564   |
| 584   | 10 a 14 | 636   |
| 636   | 5 a 9   | 584   |
| 608   | 0 a 4   | 520   |

## Economia
El 2007 la població en edat de treballar era de 12.602 persones, 9.570 eren actives i 3.032 eren inactives. De les 9.570 persones actives 8.733 estaven ocupades (4.332 homes i 4.401 dones) i 837 estaven aturades (384 homes i 453 dones). De les 3.032 persones inactives 947 estaven jubilades, 1.186 estaven estudiant i 899 estaven classificades com a «altres inactius».

### Ingressos
El 2009 a Saint-Jean-de-Braye hi havia 8.085 unitats fiscals que integraven 19.107 persones, la mediana anual d'ingressos fiscals per persona era de 19.503 €.

### Activitats econòmiques
Dels 812 establiments que hi havia el 2007, 2 eren d'empreses extractives, 6 d'empreses alimentàries, 2 d'empreses de coc i refinatge, 14 d'empreses de fabricació de material elèctric, 39 d'empreses de fabricació d'altres productes industrials, 108 d'empreses de construcció, 159 d'empreses de comerç i reparació d'automòbils, 35 d'empreses de transport, 43 d'empreses d'hostatgeria i restauració, 19 d'empreses d'informació i comunicació, 59 d'empreses financeres, 39 d'empreses immobiliàries, 118 d'empreses de serveis, 123 d'entitats de l'administració pública i 46 d'empreses classificades com a «altres activitats de serveis».
Dels 188 establiments de servei als particulars que hi havia el 2009, 1 era una oficina de correu, 14 oficines bancàries, 3 funeràries, 15 tallers de reparació d'automòbils i de material agrícola, 1 taller d'inspecció tècnica de vehicles, 4 autoescoles, 14 paletes, 24 guixaires pintors, 9 fusteries, 15 lampisteries, 15 electricistes, 6 empreses de construcció, 16 perruqueries, 3 veterinaris, 3 agències de treball temporal, 24 restaurants, 14 agències immobiliàries, 3 tintoreries i 4 salons de bellesa.
Dels 30 establiments comercials que hi havia el 2009, 4 eren supermercats, 1 un supermercat, 5 fleques, 3 carnisseries, 4 llibreries, 2 botigues d'equipament de la llar, 3 botigues d'electrodomèstics, 1 una botiga d'electrodomèstics, 1 una botiga de material de revestiment de parets i terra, 1 un drogueria i 5 floristeries.
L'any 2000 a Saint-Jean-de-Braye hi havia 25 explotacions agrícoles que ocupaven un total de 160 hectàrees.

## Equipaments sanitaris i escolars
El 2009 hi havia 1 hospital de tractaments de curta durada, 1 centre d'urgències, 1 maternitat, 1 centre de salut, 7 farmàcies i 1 ambulància.
El 2009 hi havia 8 escoles maternals i 6 escoles elementals. A Saint-Jean-de-Braye hi havia 2 col·legis d'educació secundària, 1 liceu d'ensenyament general i 1 liceu tecnològic. Als col·legis d'educació secundària hi havia 1.283 alumnes, als liceus d'ensenyament general n'hi havia 1.312 i als liceus tecnològics 740.

## Poblacions properes
El següent diagrama mostra les poblacions més properes.